# Pazifischer Ozean

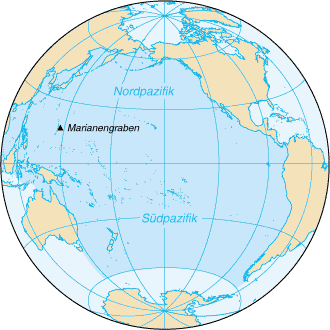
Karte des Pazifischen Ozeans

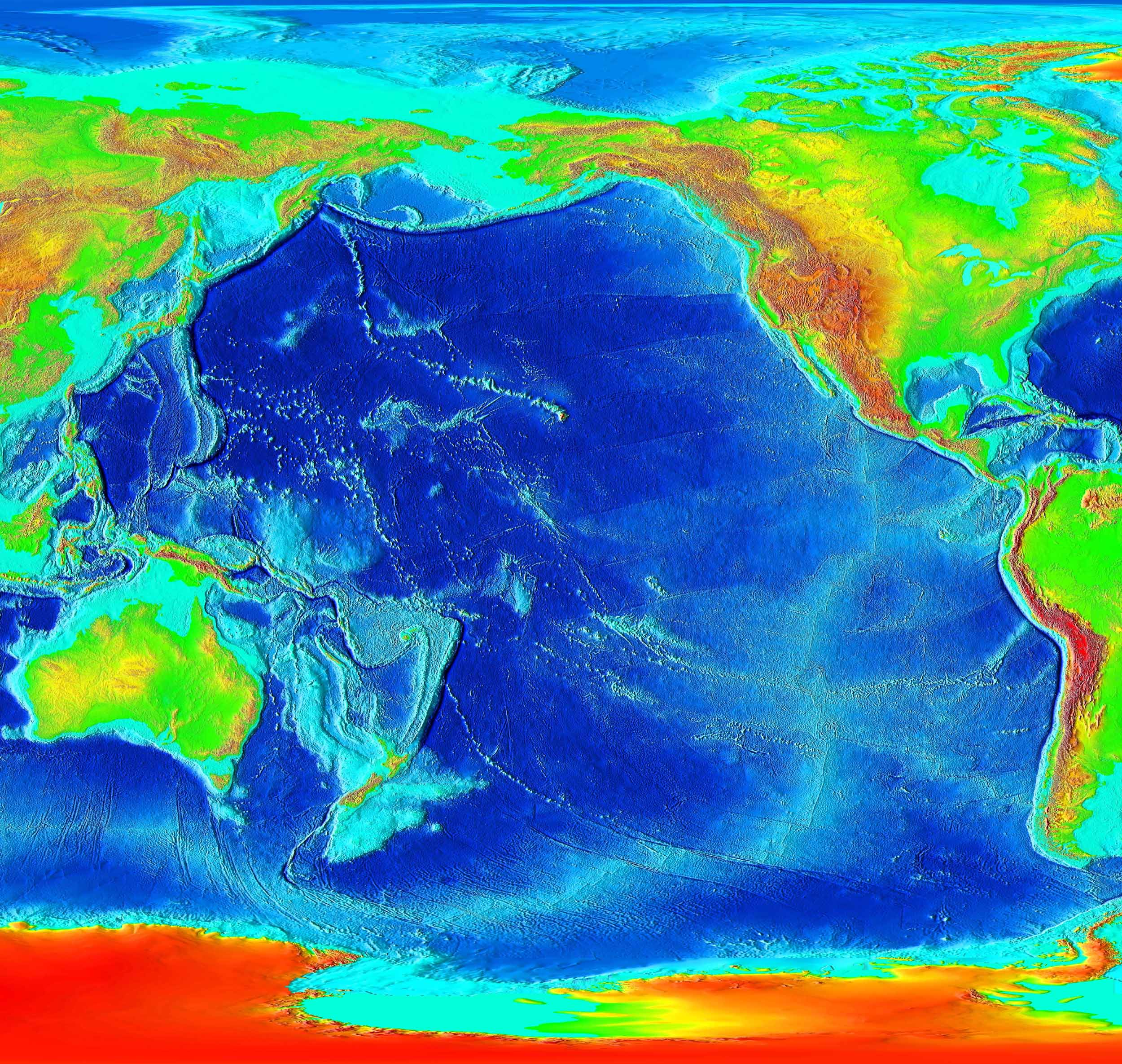
Höhenkarte des Pazifischen Ozeans

Der Pazifische Ozean oder Pazifik (lateinisch pacificus ‚friedlich‘), auch Stiller Ozean oder Großer Ozean genannt, ist der größte und tiefste Ozean der Erde und grenzt an alle anderen Ozeane. Die Pazifische Küste erstreckt sich, im Uhrzeigersinn, über Neuseeland, Australien, Ostasien und die Westküste von Nord- und Südamerika.

## Namensursprung
Am 28. November 1520 erreichte Ferdinand Magellan aus der Magellanstraße kommend auf seiner Weltumsegelung den Pazifik oder Stillen Ozean. Er nannte ihn Mar Pacífico (portugiesisch und spanisch für Friedliche See), weil die ihn bis dahin begleitenden Stürme sich legten. Trotz dieses Namens gibt es im Pazifik auch heftige Stürme und Wirbelstürme, die je nach Region Taifun (Nordwestpazifik), Hurrikan (Nordostpazifik) oder Zyklon (Südpazifik) genannt werden.

## Geographie
Der Pazifik liegt zwischen der Arktis im Norden, Nordamerika im Nordosten (siehe Pazifischer Nordwesten), Mittelamerika im Osten, Südamerika im Südosten, der Antarktis im Süden, Australien im Südwesten, Ozeanien im Westen und Asien im Nordwesten (siehe Nordwestpazifik). Im Norden grenzt er an den Arktischen Ozean und im Südwesten an den Indischen Ozean und im Süden an den Südlichen Ozean, der südlich des 60. Breitengrades liegt.
Der pazifische Pol der Unzugänglichkeit (Point Nemo), die Stelle, welche am weitesten von Festland und Inseln entfernt ist, befindet sich im Südpazifik zwischen Neuseeland und Chile.

### Nebenmeere
Die meisten Randmeere des Pazifiks liegen vor der asiatisch-australischen Seite und werden zum Ozean hin durch eine Kette von Inseln und Tiefseegräben getrennt.
| Bezeichnung                   | Art        | Fläche (km²) | Tiefe (m) |
| ----------------------------- | ---------- | ------------ | --------- |
| Beringmeer                    | Randmeer   | 2.260.000    | 4097–5500 |
| Golf von Alaska               | Randmeer   | 1.533.000    |           |
| Salish Sea                    | Nebenmeer  | 18.000       | 670       |
| Golf von Kalifornien          | Nebenmeer  | 160.000      |           |
| Golf von Panama               | Bucht      | 2.400        | 220       |
| Chilenisches Meer             | Randmeer   | 3.648.532    |           |
| Tasmansee                     | Randmeer   | 2.331.000    | 5.200     |
| Korallenmeer                  | Nebenmeer  | 4.791.000    |           |
| Australasiatisches Mittelmeer | Mittelmeer | 9.080.000    | 7.440     |
| Philippinensee                | Nebenmeer  | 5.000.000    | 10.540    |
| Chinesisches Meer             | Randmeer   | 5.315.000    | 5.016     |
| Japanisches Meer              | Randmeer   | 978.000      | 1.752     |
| Ochotskisches Meer            | Randmeer   | 1.530.000    | 971       |

### Inseln

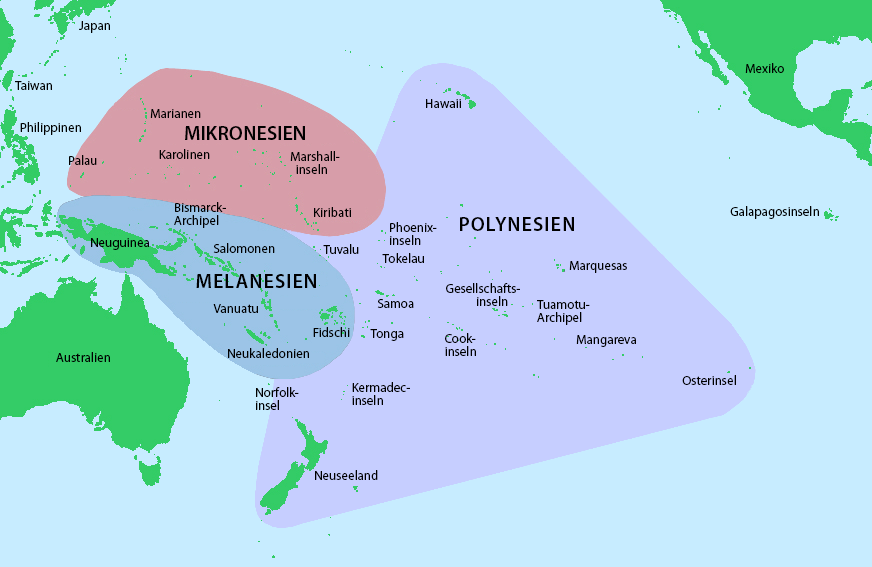
Gliederung der pazifischen Inselwelt in Kulturräume

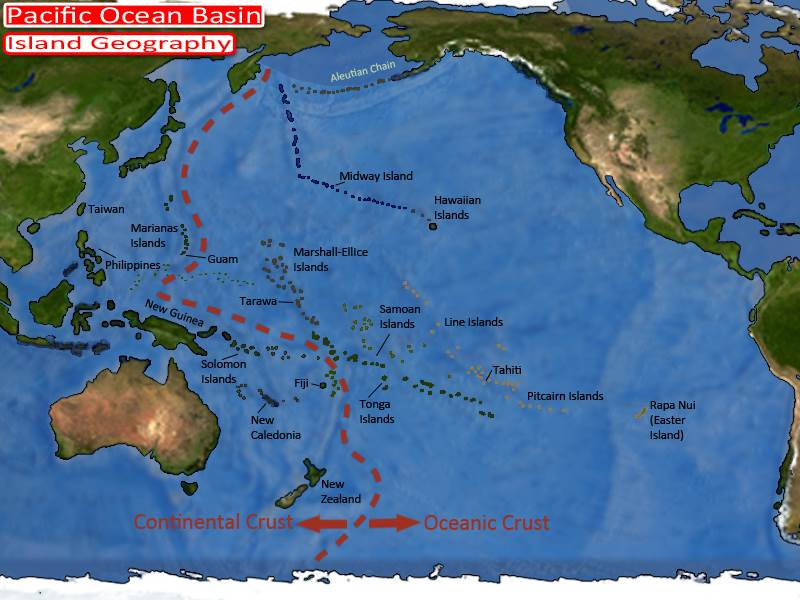
Geographie der Inseln des Pazifiks

Die zahllosen Inseln der Südsee werden mehr nach kulturellen als nach geographischen Gesichtspunkten in die Archipele Melanesien, Polynesien und Mikronesien unterteilt. Zu Melanesien gehört mit Neuguinea die zweitgrößte Insel der Welt. Neuseeland und die umliegenden Inseln wie z. B. die Chathaminseln werden üblicherweise zu Polynesien gezählt, geologisch gehören diese zum unterseeischen Kontinent Zealandia.
Andere größere Inseln und Inselgruppen außerhalb dieser Räume, im Uhrzeigersinn von Westen aus gesehen:
- Japan (Hauptinseln Kyūshū, Shikoku, Honshū und Hokkaidō) mit den umliegenden Inselgruppen (siehe Nansei-Inseln Ogasawara-Inseln) (und südliche Kurilen, siehe Kurilenkonflikt)
- Kurilen und Sachalin (Russland)
- Kommandeurinseln (Russland)
- Aleuten (USA)
- Alexanderarchipel (USA)
- Vancouver Island (Kanada)
- Kanalinseln (USA)
- Rocas Alijos (Mexiko)
- Revillagigedo-Inseln (Mexiko)
- Clipperton-Insel (Frankreich)
- Kokosinsel (Costa Rica)
- Malpelo (Kolumbien)
- Galapagosinseln (Ecuador)
- Desventuradas-Inseln (Chile)
- Salas y Gómez (Chile)
- Juan-Fernández-Inseln (Chile)
- zahlreiche Inseln der Fjordküste im so genannten Großen Süden (Zona Austral) Chiles, u. a. Chiloé
- Aucklandinseln und Campbell Island (Neuseeland)
- Macquarieinsel (Australien)

Einige größere Inseln und Inselgruppen am Rande des Pazifiks sind in ihrer Zuordnung umstritten. Das sind Feuerland (Chile) und die vorgelagerten Inseln in der Drakestraße, die am Übergang zum Atlantik liegen, Taiwan und die Philippinen, die am Rand zum Südchinesischen Meer liegen und Tasmanien (Australien), das gelegentlich zum Indischen Ozean gezählt wird. Weiter südlich existieren noch einige antarktische und subantarktische Inseln wie die Peter-I.-Insel, die Scott-Insel und die Balleny-Inseln, die im Allgemeinen zum Südlichen Ozean gezählt werden.

### Anrainerstaaten des Pazifiks und seiner Nebenmeere

#### Kontinentale Anrainerstaaten
Am Pazifik liegen folgende Anrainerstaaten (Aufzählung im Uhrzeigersinn):

Kanada, Vereinigte Staaten, Mexiko, Guatemala, El Salvador, Honduras, Nicaragua, Costa Rica, Panama, Kolumbien, Ecuador, Peru, Chile, Australien, Malaysia, Thailand, Kambodscha, Vietnam, Volksrepublik China, Südkorea, Nordkorea und Russland.

#### Inselstaaten
Am und im Pazifik liegen die folgenden Inselstaaten (alphabetische Nennung):

Cookinseln, Fidschiinseln, Französisch-Polynesien, Indonesien, Japan, Kiribati, Marshallinseln, Föderierte Staaten von Mikronesien, Nauru, Neuseeland, Osttimor, Palau, Papua-Neuguinea, Philippinen, Republik China (Taiwan), Salomonen, Samoa, Tonga, Tuvalu, Vanuatu sowie Wallis und Futuna.

## Daten
Die Fläche des Ozeans beträgt mit Nebenmeeren 181,34 Mio. km², ohne die Nebenmeere 166,24 Mio. km², was rund 35 Prozent der gesamten Erdoberfläche oder die Hälfte der Meeresfläche der Erde und damit mehr als die Fläche aller Kontinente zusammen ausmacht. Sein Volumen beträgt mit Nebenmeeren 714,41 Mio. km³, ohne die Nebenmeere 696,19 Mio. km³ – mehr als die Hälfte allen Wassers auf der Erde. Während seine mittlere Tiefe mit Nebenmeeren 3.940 m (4.188 m ohne Nebenmeere) beträgt, liegt seine tiefste Stelle etwa 11.100 m unter dem Meeresspiegel.
Die größte Ausdehnung in West-Ost-Richtung hat der Pazifik bei 18°39′N (Hainan, VR China 110°15′O < 15.409 km > 103°42′W Mexiko); die größte Ausdehnung Nord–Süd hat der Pazifik bei 172°9′W (Sibirien, Russland 64°45′N < 15.883 km > 78°20′S Ross-Schelfeis, Kontinent Antarktika). Die West–Ost-Distanz ist die längste aller Weltmeere; die Nord–Süd-Distanz wird nur noch vom Atlantischen Ozean übertroffen (15.986 km bei 34°46′W).

## Meeresboden

Pazifischer Feuerring, Bereich mit vielen Vulkanen

Innerhalb des Pazifischen Ozeans beziehungsweise auf dessen Grund befinden sich teils hohe und langgestreckte Mittelozeanische Rücken, viele niedrigere Schwellen, riesige Tiefseebecken, Tiefseerinnen, verschiedene Meerestiefs und der Pazifische Feuerring.
Zu den Mittelozeanischen Rücken gehört insbesondere der Ostpazifische Rücken, der sich durch den Südosten des Pazifischen Ozeans zieht. Zu den Tiefseerinnen beziehungsweise Meerestiefs gehört der Marianengraben mit dem (nach einer umstrittenen Messung von 1957) 11.034 m tiefen Witjastief 1 und dem Challengertief (10.984 ± 25 m nach Messungen von 2010), den tiefsten Stellen des Pazifischen Ozeans. Zu den Tiefseebecken gehört das äußerst große Nordpazifische Becken, das den Großteil des nördlichen Pazifiks ausmacht, in Richtung Süden sogar über den Äquator hinaus reicht und nur wenig vom Mittelozeanischen Rücken und Schwellen durchzogen ist.
Am Pazifischen Feuerring, einem weitausgedehnten, um den Ozean verlaufenden Ring von aktiven Vulkanen, verbunden mit Tiefseerinnen, fanden einige der gewaltigsten Erdbeben des 20. und 21. Jahrhunderts statt, zum Beispiel 1960 das Große Chile-Erdbeben und in Japan 1923 das Große Kantō-Erdbeben. Eine weitere Gefahr sind Seebeben, welche meterhohe Tsunamis auslösen können, wie beispielsweise das Sumatra-Andamanen-Beben mit dem folgenden Tsunami am 26. Dezember 2004, wobei etwa 230.000 Menschen ums Leben kamen.

## Müllstrudel
Ein Strudel aus Plastikteilen schwimmt etwa tausend Kilometer nördlich von Hawaii und umfasst dabei eine Fläche von rund 7000 km² – etwa die dreifache Größe des Saarlands. Es kursieren wiederholt Angaben, in denen die Fläche sehr stark übertrieben wird – zum Teil um den Faktor 200 mehr, als tatsächlich der Fall ist. Der Plastikmüll stammt zu ca. 80 % vom Festland, vor allem aus China, und wird über die Flüsse ins Meer gespült. Der restliche Teil kommt von Schiffen, die ihre Abfälle über Bord werfen. Die Plastikteile treiben bis zu 16 Jahre in diesem Strudel und stellen eine große Gefahr für die Fauna dar. Durch die Reibung der Wellen zerfällt der Müll zu immer kleineren Teilen, löst sich aber nicht ganz auf. Mikroplastik wurde bereits im Benthal des Marianengrabens entdeckt.

## Wichtige Häfen am Pazifischen Ozean
Die nachfolgend aufgezählten Häfen stellen aufgrund ihrer Lage und ihrer Größe die wichtigsten Liegestellen für Schiffe aller Art dar. Die Auflistung erfolgt dabei nach Staaten von Norden nach Süden sortiert.

### Auf dem amerikanischen Doppelkontinent
In Kanada finden sich in Vancouver, Kitimat, Prince Rupert und in Victoria wichtige Seehäfen (alle in der Provinz British Columbia). Auf dem Gebiet der Vereinigten Staaten liegen die Häfen von Anchorage, Valdez (beide im Bundesstaat Alaska), Seattle, Tacoma, Longview (alle Washington), Portland (Oregon), Richmond, Oakland, San Francisco, Los Angeles, Long Beach und San Diego (alle Kalifornien). Südlich davon, in Mexiko, befinden sich Seehäfen in Acapulco, Ensenada und Salina Cruz. Am Panamakanal liegt der Hafen von Panama-Stadt.
In Südamerika liegen in Kolumbien der Hafen von Buenaventura, weiterhin in Ecuador der von Guayaquil. Peru weist in Callao einen bedeutenden Seehafen vor. Des Weiteren befinden sich in Chile folgende wichtige Häfen: Antofagasta, Arica, Iquique, Puerto Montt, San Antonio sowie Talcahuano und Valparaíso.

### Auf dem asiatischen Kontinent

Hafenbucht von Wladiwostok

Der bedeutendste russische Hafen am Pazifik liegt in Wladiwostok, das südkoreanische Pendant dazu ist Busan. Südlich davon schließen sich Häfen auf chinesischem Hoheitsgebiet an, darunter Dalian, Qingdao, Shanghai, Shenzhen, Tianjin, Xiamen und Yantai.
In Thailand finden sich in Bangkok, Laem Chabang sowie Songkhla wichtige Seehäfen. Am Südende des südchinesischen Meeres liegt der Hafen von Singapur.
Inmitten des Pazifik liegen auf den Inseln Japans die Seehäfen von Kōbe, Nagoya, Osaka und Yokohama. Auf Taiwan folgen die Häfen Kaohsiung, Keelung und Taichung. Auf den Philippinen befinden sich wichtige Liegestellen in Cebu City sowie in Metro Manila.

### Auf dem australischen Kontinent
Der australische Kontinent weist vier wichtige Häfen auf: Brisbane, Melbourne und Sydney in Australien sowie Auckland in Neuseeland.